# Али (имя)
Али́ (араб. علي‎) — распространённое в арабских странах и в мусульманском мире мужское имя. Основано на арабском корне ʿ-L-Y, который в литературном переводе означает «высокий», «надменный», «возвышенный».
Первым известным носителем имени был Али ибн Абу Талиб, двоюродный брат, зять и сподвижник Мухаммада. По преданию, его имя основано на одном из 99 имён Аллаха — «аль-Алий» (высочайший).

## Известные носители
- Али ибн Абу Талиб (599—661) — двоюродный брат и зять пророка Мухаммеда, четвёртый Праведный халиф с 656 года.
- Али ар-Рида — восьмой шиитский имам.
- Саййид Али Акбар — Султан Саодат (Садат), лидер сеййидов.
- Али ат-Табари — врач, создатель первой энциклопедии по медицине, психолог, пионер педиатрии.
- Али аль-Астурлаби (IX век) — арабский астроном и географ IX века.
- Али — ябгу Огузской державы (ок. 980—998).
- Али ан-Насир — Кордовский халиф (1016—1018).
- Али ибн Юсуф — сын Юсуфа ибн Ташфина, эмир альморавидов (1106—1143).
- Али — сибирский хан (1600—1607).
- Али-бей аль-Кабир — Султан Египта и Хиджаза, мамлюк абхазского происхождения.
- Али I аль-Мансур Нуруддин — султан Египта из мамлюков, сын Айбека.
- Али Асгар — персидский художник.
- Али аш-Шатранджи — персидский мастер игры в шатрандж XIV—XV веков.
- Али ибн Саид — султан Занзибара в 1890—1893 годах.
- Али-Акбар Зарфам — иранский политик, министр (ум. 1976).
- Али Васиб — 41-й глава дома Османа с 1977 до 1983.